# Jamboina vindicta
Jamboina vindicta är en fjärilsart som beskrevs av Paul E. Whalley 1971. Jamboina vindicta ingår i släktet Jamboina och familjen Thyrididae. Inga underarter finns listade i Catalogue of Life.